# ليو لي (ممثلة)
ليو لي (بالصينية: 李莎旻子) هي مغنية ومقدمة تلفزيونية وممثلة صينية، ولدت في 27 يوليو 1993 في تشانغشا في الصين.

## وصلات خارجية
- ليو لي على موقع IMDb (الإنجليزية)
- ليو لي على موقع قاعدة بيانات الفيلم (الإنجليزية)